# Гара „Ивреа“
Гара „Ивреа“ (на итал. Stazione di Ivrea) е ЖП гара, разположена на линията Кивасо-Аоста, обслужваща община Ивреа, Пиемонт, Северна Италия.

## История
Гарата влиза в експлоатация на 5 ноември 1858 г. с активирането на участъка Калузо – Ивреа на линията до Аоста.
През 1885 г. е активиран участъкът Ивреа–Донас, а на 5 юли 1886 г. е активиран последният участък Донас–Аоста.
По времето на управлението на Железопътният инженерен полк (отдел на Италианската армия), един офицер е базиран на тази гара, заедно с тази в Аоста, и съседните гари са зависими от него.
Между 1882 и 1933 г. пред гарата е възможно да се направи смяна с конвоите в експлоатация на трамвайната линия Ивреа-Сантия. Между 1908 и 1935 г. тролейбусът до Куорне завършва курса си на гарата.

## Структури и съоръжения
Гарата, управлявана от Rete Ferroviaria Italiana, има 3 проходни коловоза, разделени на северен (насочен към Аоста, в неелектрифицираната секция) и южен (към Кивасо, в електрифицираната секция), оборудвани с тротоари за качване на пътници и със сенници.
Обикновено платформа 2 се използва за директните услуги Торино-Аоста, докато другите две платформи (разделени на северната и южната страна) са спирки на влаковете, които завършват пътуването си в Ивреа.
Коловозите са свързани чрез покрит пешеходен надлез, който позволява безопасно преминаване на релсите. Той е оборудван с асансьори.
Гарата действа като крайна спирка и обмен на еднорелсовата линия Кивасо–Аоста, електрифицирана само в участъка Кивасо-Ивреа. Четвърти коловоз (багажник) не е достъпен за пътуващите, въпреки че е частично оборудван с тротоар, тъй като е запазен за маневрите на двигателите. Има и малък товарен двор в посока Кивасо.
На гарата са монтирани аудио и видео информационни табла за пътуващите.
Пътническата сграда е разположена на два етажа; вътре има бар, билетна каса и чакалня, оборудвана с автомат за билети.

## Движение
Гарата се обслужва от регионални влакове Trenitalia съгласно договора за услуга, сключен с Регион Пиемонт. Основните посоки са Торино Порта Нуова - Аоста, с почасов ритъм, извършвани главно с модерния бимодален влак BTR 813, но някои пътувания остават с два различни влака (електрическа тяга за участъка Торино-Кивасо-Ивреа и дизелова тяга за участъка Ивреа- Аоста). Има специални линии, които спират на всички гари между Ивреа и Аоста, които са изключени от линията за Торино. Друга посока е Ивреа-Новара, която се извършва с дизелови влакове, прави всички спирки, почти на всеки час. По време на пиковите часове за Кивасо всъщност има два влака на всеки 60 минути, един директен и един, който прави всички спирки.

## Услуги
Станцията, която RFI класифицира в категорията „Сребърна", има:
- Билетна каса на гишето
- Автоматична билетна каса
- Чакалня
- Тоалетна
- кафене

На гарата има спирка GTT на транзит и тръгване на междуградските автобуси.
- Автобусна спирка